# Пехотная дивизия «Потсдам»
Пехотная дивизия «Потсдам» (нем. Infanterie-Division "Potsdam") — тактическое соединение сухопутных войск вооружённых сил нацистской Германии, созданное в конце Второй мировой войны.

## История
Пехотная дивизия «Потсдам» была сформирована 4 апреля 1945 года в 3-м военном округе на территории учебного центра «Дёбериц» во время 35-й волны мобилизации Вермахта на базе разгромленной 85-й пехотной дивизии.
Первоначально находилась в Бланкенбурге в резерве 11-й армии генерала артиллерии Вальтера Лухта, впоследствии включена в состав 66-го армейского корпуса генерал-лейтенанта Германа Флёрке. В конце апреля 1945 уничтожена в горах Гарца. Остатки соединения пошли на пополнение стрелкового батальона пехотной дивизии «Шарнхорст».

## Местонахождение
- с апреля по май 1945 (Германия)

## Подчинение
- 66-й армейский корпус 12-й армии группы армий «Висла» (4 — 20 апреля 1945)

## Командиры
- оберст резерва Эрих Лоренц (4 — 20 апреля 1945)

## Состав
- 1-й пехотный полк «Потсдам»
- 2-й пехотный полк «Потсдам»
- 3-й пехотный полк «Потсдам»
- Артиллерийский полк «Потсдам»
- Противотанковый артиллерийский дивизион «Потсдам»
- Сапёрный батальон «Потсдам»
- Стрелковый батальон «Потсдам»
- Батальон связи «Потсдам»